# Hold Your Colour (песня Pendulum)
«Hold Your Colour (Bipolar Vocal Mix)» — это пятый сингл с дебютного альбома австралийской drum and bass группы Pendulum из альбома Hold Your Colour, и восьмой с начала карьеры. Был выпущен на лейбле Breakbeat Kaos 6 марта 2006 года, и содержал 2 трека — ремиксы на песню «Hold Your Colour», и «Streamline». The Bi-Polar remix на песню Hold Your Colour попал в саундтрек компьютерной игры FIFA Street 2.

## Список композиций
12" vinyl single 

(BBK016; выпущен 6 марта 2006)
A. «Hold Your Colour» (Bi-polar vocal mix) — 4:13
AA. «Streamline» — 5:25
CD single 

(BBK016SCD; выпущен 6 марта 2006)
1. «Hold Your Colour» (radio edit) — 3:33
2. «Hold Your Colour» (Bi-polar vocal mix) — 4:13
3. «Hold Your Colour» — 5:30
4. «Streamline» — 5:25

Digital single

(iTunes Store; выпущен 13 февраля 2006)
1. "Hold Your Colour" (Bi-Polar radio edit) – 3:33
2. "Hold Your Colour" (Bi-Polar vocal mix) – 4:13

## Участники записи
Pendulum:
- Роб Свайр – композитор, продюсер, вокал, синтезатор, микширование

Другие:
- Andrew Goddard - гитара в "Hold Your Colour"
- Jon Stockman - бас-гитара в "Hold Your Colour"